# Diplazium hybridum
Diplazium hybridum är en majbräkenväxtart som beskrevs av Warren Herbert Wagner och Daniel D. Palmer.
Diplazium hybridum ingår i släktet Diplazium och familjen Athyriaceae. Inga underarter finns listade i Catalogue of Life.